# Tomohiro Tsuda
Tomohiro Tsuda (津田 知宏 Tsuda Tomohiro?, nacido el 6 de mayo de 1986 en Kakamigahara, Gifu) es un futbolista japonés que se desempeña como delantero.

## Trayectoria

### Clubes
| Club               | País  | Año         |
| ------------------ | ----- | ----------- |
| Nagoya Grampus     | Japón | 2005 - 2009 |
| Tokushima Vortis   | Japón | 2010 - 2015 |
| Yokohama FC        | Japón | 2016 - 2017 |
| AC Nagano Parceiro | Japón | 2018 -      |

## Estadística de carrera

### J. League
| Club                 | Año   | J. League | J. League | Copa J. League | Copa J. League | Total | Total |
| Club                 | Año   | Part.     | Goles     | Part.          | Goles          | Part. | Goles |
| -------------------- | ----- | --------- | --------- | -------------- | -------------- | ----- | ----- |
| Nagoya Grampus Eight | 2005  | 1         | 0         | 2              | 0              | 3     | 0     |
| Nagoya Grampus Eight | 2006  | 14        | 3         | 3              | 0              | 17    | 3     |
| Nagoya Grampus Eight | 2007  | 17        | 2         | 3              | 0              | 20    | 2     |
| Nagoya Grampus       | 2008  | 3         | 0         | 5              | 2              | 8     | 2     |
| Nagoya Grampus       | 2009  | 11        | 1         | 2              | 0              | 13    | 1     |
| Tokushima Vortis     | 2010  | 31        | 16        | -              | -              | 31    | 16    |
| Tokushima Vortis     | 2011  | 31        | 7         | -              | -              | 31    | 7     |
| Tokushima Vortis     | 2012  | 35        | 9         | -              | -              | 35    | 9     |
| Tokushima Vortis     | 2013  | 40        | 14        | -              | -              | 40    | 14    |
| Tokushima Vortis     | 2014  | 19        | 0         | 3              | 0              | 22    | 0     |
| Tokushima Vortis     | 2015  | 29        | 2         | -              | -              | 29    | 2     |
| Yokohama FC          | 2016  | 33        | 4         | -              | -              | 33    | 4     |
| Yokohama FC          | 2017  | 18        | 0         | -              | -              | 18    | 0     |
| Total                | Total | 282       | 58        | 18             | 2              | 300   | 60    |